# Shajapur (Distrikt)
Der Distrikt Shajapur (Hindi शाजापुर जिला) liegt im nordwestlichen Teil des indischen Bundesstaates Madhya Pradesh.
Der Distrikt hatte vor Abspaltung des Distrikts Agar Malwa im Jahr 2013 eine Fläche von 6195 km² (Stand 2011). Beim Zensus 2011 betrug die Einwohnerzahl 1.512.353. Im Jahr 2001 betrug sie noch 1.290.685. Die Geschlechterverteilung lag bei 51,57 % Männern und 48,43 % Frauen (das heißt 939 Frauen auf 1000 Männer). Die Alphabetenrate lag bei 70,17 % (83,19 % unter Männern und 56,36 % unter Frauen).
Abzüglich der Fläche des neu gegründeten Distrikts Agar Malwa liegt die Distriktfläche von Shajapur nun bei 3469 km². Die zugehörige Einwohnerzahl gemäß Zensus 2011 lag demnach bei 994.029 und die daraus resultierende Bevölkerungsdichte bei 286 Einwohnern pro Quadratkilometer.
Die Distriktverwaltung befindet sich in der Stadt Shajapur. Der Distrikt erstreckt sich zwischen den Ballungsräumen Ujjain im Westen und Bhopal im Osten.

## Verwaltungsgliederung
Der Distrikt ist in folgende Tehsils gegliedert: Gulana, Kalapipal, Moman Bododiya, Shajapur und Shujalpur.